# Epicosymbia dentisignata
Epicosymbia dentisignata là một loài bướm đêm trong họ Geometridae.